# Phare de Juodkrantė
Le phare de Juodkrantė (en lituanien : Juodkrantė švyturys) est un phare actif qui est situé sur l'isthme de Courlande, sur le littoral de la mer Baltique, à Juodkrantė (en) dans la municipalité de Neringa, en Lituanie.
Il est géré par les autorités portuaires de Klaipėda.

## Histoire
Le phare a été construit en 1950, à 900 mètres de la côte, dans l'apskritis de Klaipėda.
Il se trouve dans le parc national de l'Isthme de Courlande.

## Description
Le phare est une tour pyramidale à claire-voie de 20 mètres de haut, avec galerie et lanterne rouge. Il porte un bardage en lattes noires qui servent de marque de jour. Son feu isophase émet à une hauteur focale de 68 mètres, un long éclat blanc toutes les 8 secondes. Sa portée nominale est de 17 milles nautiques (environ 31 km).
Il se trouve à environ 35 km au sud de Klaipėda.
Identifiant : ARLHS : LIT-001 ; LT-0049 - Amirauté : C-3334 - NGA : 11996

## Caractéristique dufeu maritime
Fréquence : 8 secondes (W)
- Lumière : 3 secondes
- Obscurité : 5 secondes

|                     |
| Isthme de Courlande |

### Lien connexe
- Liste des phares de Lituanie